# الکساندر مرونز
 الکساندر مرونز (انگلیسی: Alexander Mronz؛ زاده ۷ آوریل ۱۹۶۵) یک تنیس‌باز اهل آلمان است.